# Le ultime 24 ore
Le ultime 24 ore (24 Hours to Live) è un film del 2017 diretto da Brian Smrz.

## Trama
In Sud Africa, un convoglio di agenti dell'Interpol guidato da Lin trasporta un prigioniero, Keith. A un posto di blocco, cadono in un'imboscata. La maggior parte degli agenti viene uccisa ma Lin scappa con Keith.
Travis Conrad, un sicario, pesca con suo suocero, Frank. Disperdono le ceneri nell'oceano, annotando l'anniversario di un anno dalla morte che commemorano. Dopo che Frank si addormenta, Travis va in un bar a prendere la cocaina. Assalta due teppisti che lo stavano seguendo e gli dicono che Jim vuole vederlo. Jim offre a Travis 1 milione di dollari al giorno per ripulire il fallito tentativo di omicidio di Keith e Lin. Anche se inizialmente rifiuta, sostenendo di essere in pensione, i soldi lo convincono. Si reca a Hong Kong e incontra il figlio di Lin, dal quale ruba il cellulare e determina la posizione di Lin. La incontra all'aeroporto e la seduce. La mattina dopo, ottiene la posizione di Keith dal suo telefono ma sceglie di non ucciderla; poco dopo, la ragazza si rende conto che è un agente e lo elimina.
L'agenzia di Travis, la 'Red Mountain', lo riporta in vita utilizzando una procedura sperimentale. Una volta che ha detto loro la posizione di Keith, Jim, il suo amico ed ex compagno di marine, lo informa che lo hanno appena rianimato per ottenere la posizione e il dottore ha intenzione di ucciderlo al suo ritorno. Travis ottiene un bisturi e taglia i suoi vincoli; quando il dottore ritorna uccide una guardia e apprende da lei che con un timer al polso ha 24 ore di vita. Fugge con lei come ostaggio e insegue Lin, dicendole di non fargli pentire di non averla uccisa.
Keith testimonia contro la Red Mountain, rivelando che hanno sperimentato su oltre 70 civili per sviluppare la procedura di risurrezione e lo hanno costretto a smaltire i corpi. Subito dopo aver testimoniato, Jim fa il cecchino a diverse guardie da una torre dell'orologio e la Montagna Rossa assale l'edificio. Lin e Keith scappano quando Travis arriva in aiuto, sapendo che Red Mountain lo ha tradito. Durante l'inseguimento, Keith viene ucciso, ma è riuscito a prendere la scheda di memoria della fotocamera prima che se ne andassero. Travis affida la carta a Lin, ma Jim chiama per informarli che hanno preso suo figlio in cambio della carta. Travis decide di aiutarla a recuperarlo e raccoglie pistole ed esplosivi da un rifugio.
Si recano nel villaggio in cui vivevano i civili sulla Montagna Rossa e chiedono il loro aiuto per vendicarli. Travis conosce il protocollo di trasporto dei prigionieri; mettono all'angolo e tendono un'imboscata al convoglio e riprendono il ragazzo. Travis dice a Lin di portare la testimonianza alle autorità e decide di trascorrere la sua ultima mezz'ora in vita ritardando Montagna Rossa dall'inseguirla. Costringe un agente sopravvissuto della Montagna Rossa a portarlo alla base sostenendo di essere il prigioniero; quando arriva uccide diverse guardie e guida l'auto nell'edificio. Fa esplodere l'auto e assalta l'ufficio dove sono rinchiusi Jim e il leader della Montagna Rossa, Wetzler. Dopo aver ucciso tutti gli agenti nella stanza, Wetzler cerca di indurre Travis a uccidere Jim, che sapeva che Wetzler aveva ordinato di uccidere sua moglie e suo figlio nel tentativo di impedirgli di lasciare l'azienda. Sebbene arrabbiato, Travis prova rimorso per tutte le uccisioni che ha fatto e lascia che Jim viva. Jim si avvicina quindi a Wetzler per ucciderlo mentre arriva la polizia. Anche se lo avvertono di non sparare, spara a Wetzler e si uccide.
Travis muore e ha una visione della sua famiglia su una spiaggia. Fa cenno a suo figlio, ma scappa. Travis inizia a sentire la voce di una donna e si sveglia nel laboratorio dove è stato resuscitato per la prima volta.